# Vilterser-Wangser-Kanal
Der Vilterser-Wangser-Kanal wurde zu Beginn des 20. Jahrhunderts im Rahmen der Drainierung der Rheinebene (siehe St. Galler Rheintal) gebaut.
Der Kanal beginnt in der Gemeinde Vilters-Wangs zwischen diesen zwei Dörfern, die zusammen eine politische Gemeinde bilden, am Zusammenfluss des Grossbach und des Vilterserbach (Lage). Er fliesst in Richtung Norden oder Nordosten und kreuzt die Autobahn A3 und die Eisenbahnlinien bei Sargans. Nördlich der Sarganser Au fliesst er parallel zur Eisenbahnlinie des Rheintals und nimmt rechts die Saar auf. Nachdem er Trübbach tangiert hat, fliesst er bei der Rheinau in den Rhein, der dort ebenfalls kanalisiert ist (Lage).
Die Drainierung der Rheinebene wurde dadurch erschwert, dass sich die Sohle des Rheins durch Ablagerung von Geschiebe hob. Noch 1954 führte der Rückstau durch ein Rheinhochwasser zur Überflutung weiter Flächen der Ebene. Die heutige Mündung des Vilterser-Wangser-Kanals entstand nach dem Hochwasser von 1954, als das damals noch zur Saar gerechnete Gewässer um 2,5 Kilometer rheinabwärts verlegt wurde.

## Hydrologie
Bei der Mündung des Vilterser-Wangser-Kanals in den Rhein beträgt seine modellierte mittlere Abflussmenge (MQ) 1,88 m³/s. Sein Abflussregimetyp ist nivo-pluvial préalpin und seine Abflussvariabilität beträgt 20 %.
| Monatlicher mittlerer Abfluss in m³/s: Vilterser-Wangser-Kanal bei Trübbach                                        |
| --- |
| 3,7532,251,50,7501,881,07Jan.1,36Feb.1,89März2,87Apr.3,13Mai2,74Juni2,09Juli1,8Aug.1,5Sep.1,31Okt.1,48Nov.1,24Dez. |
| Durchgehende Linie: Mittlerer Jahresabfluss (MQ) 1,88 m³/s                                                         |
| |
| Quelle: Geoserver der Schweizer Bundesverwaltung                                                                   |